# کلم راپا
کلم راپا(نام علمی: Brassica rapa) نام یک گونه از سرده کلم‌ها است.